# فکر پلید
فکر پلید مجموعۀ تلویزیونی ایرانی به کارگردانی محسن شاه محمدی است که در سال ۱۳۷۷ از شبکه یک پخش شد. این سریال با نگاهی به فیلم‌نامه چراغی برای شبانگاه ساخته شده‌است. این سریال از شبکه آی فیلم نیز بازپخش شده است.

## داستان سریال
آقا عبدالله مرد مهربانی است که چاپخانه دارد. او علاوه بر حمایت از برادرش کمال، به یوسف که همه خانواده‌اش را در زلزله از دست داده، رسیدگی کرده و سرمایه‌اش را برایش نگه‌داری می‌کند. یوسف که در چاپخانه، مشغول به کار شده؛ از ناملایمات محیط کار و حسادت‌های پسر آقا عبدالله اذیت می‌شود تا آنجا که …

## عوامل تولید
- کارگردان: محسن شاه‌محمدی
- نویسنده: محسن شاه‌محمدی، ابوالفضل جهانی مقدم و مصطفی فعله گری
- تصویر: امیر قربان خانی و حمید احمدی
- صدا: رضا کنشلو
- طراح گریم و اجرا: محمدرضا غیاث‌آبادی، فریبا کاشانی و فروزان سلامی
- طراح صحنه و لباس: محسن صدرزاده و محسن شاه‌محمدی
- مدیر تدارکات: محمود نژادخیر
- دستیار کارگردان و برنامه‌ریز: حسن ابوالمعصومی، وحید موسائیان و انوشیروان حداد
- منشی صحنه: گودرز ارشدی و حمید روشن
- دستیار صحنه و جامه دار: اسفندیار حاجی نژاد و شبنم صدرزاده
- موسیقی متن: محمد میرزمانی
- تدوین: محسن شاه‌محمدی
- تهیه‌کننده و مجری طرح: ابوالفضل جهانی مقدم

## بازیگران سریال
- دانیال حکیمی در نقش یوسف نیشابوری (جوانی)، پسر خوانده آقا عبدالله
- سیاوش طهمورث در نقش آقا عبدالله سلیمانی
- اسماعیل محرابی در نقش کمال سلیمانی، برادر آقا عبدالله و همسر خاتون
- محمود پاک‌نیت در نقش سهراب سلیمانی (جوانی)، پسر آقا عبدالله و پروین
- اکرم محمدی در نقش پروین، همسر آقاعبدالله، مادر سهراب و پروانه، مادرخوانده یوسف
- پردیس افکاری در نقش پروانه، دختر آقاعبدالله و پروین، برادر سهراب
- ژاله صامتی نازنین، همسر سهراب
- پروین سلیمانی در نقش عزیز خانم، صاحبخانه یوسف
- مرجان محتشم در نقش خاتون، همسر کمال
- مهدی وثوقی راد
- روح‌الله مفیدی
- حسین کسری
- ملیحه نصیری
- فرامرز فارسیان
- محمد گودرزی
- علی امجدی
- محمدرضا غیاث‌آبادی در نقش آقا میرزا، روحانی محل
- هادی مشیرنیا
- بهزاد صدیقی
- فریبا مرتضوی
- حسین چنگی
- صفر کشکولی در نقش پلیس شهربانی
- حمید ابراهیمی

بازیگران نوجوان
- محمدرضا شهبانی نوری
- محمدرضا دانش
- ساناز دهقانی
- پالیز شاه‌محمدی